# Liste de racines grecques (lettre S)
Pour un article plus général, voir Racine grecque.
| Racine                                                                                               | Origine grecque | Sens | Exemples de mots comportant la racine |
| --- | --- | --- | --- |
| sac(c)- ; saccul-                                                                                    | σάκκος(sákkos) | Étoffe grossière de poil de chèvre, sac, bourse | Sac, Saccager, Sacciforme ; Sacculaire, Saccule, Sacculiforme, Sacculine |
| saccul-                                                                                              | σάκκος(sákkos) | Étoffe grossière de poil de chèvre, sac, bourse | voir sac(c)- |
| salamandr-                                                                                           | σαλαμάνδρα (salamándra) | Salamandre | Salamandre |
| salp- ; saup-                                                                                        | σάλπη (sálpê) | Saupe | Salpes ; Saupe |
| salping-                                                                                             | σάλπιγξ, ιγγος (sálpigx, -iggos) | Trompette droite | Salpingectomie, Salpingite, Salpingographie, Salpingoscopie, Salpingotomie |
| sandarac-, sandaraqu-                                                                                | σαναδαράκη (sanadarákê) | Arsenic rouge, réalgar | Sandaracorésène, Sandarac, Sandaraque |
| sandix                                                                                               | σάνδυξ (sándux) | Vermillon, incarnat | Sandix |
| sann-                                                                                                | σάννας (sánnas) ; σαννίων (sanníôn) | Fou, insensé ; imbécile, sot | Sannyrion |
| santal                                                                                               | σάνταλον (sántalon) | Santal | Santal |
| saperd-                                                                                              | σαπέρδης (sapérdês) | Poisson salé, hareng ou sardine du Pont-Euxin | Saperde |
| saph- ; sapph-                                                                                       | Σαπφώ (Sapphố) | Sappho (poétesse de Lesbos) | Saphique, Saphisme, Sapho ; Sappho |
| saphèn-                                                                                              | σαφηνής (saphênếs) | Clair, manifeste, évident | Saphène, Saphénectomie |
| saphir-                                                                                              | σάπφειρος (sáppheiros) | Lapis-lazuli (ou saphir) | Saphir, Saphiréen, Saphirin, Saphirine |
| sapph-                                                                                               | Σαπφώ (Sapphố) | Sappho (poétesse de Lesbos) | voir saph- |
| sapro- ; seps1, -seps-2 ; -septi-, septo-                                                            | σήπω (sếpô) → σαπρός (saprós) ; σήψ1(sếps) ; σήψ2(sếps) ; σῆψις (sẽpsis) ; σηπτικός (sêptikós) | Pourrir → pourri, moisi ; pustule ; serpent venimeux (dont la morsure engendre la putréfaction), (sorte de) lézard ; putréfaction ; qui engendre la putréfaction, qui aide à digérer | Sapropèle, Saprophage, Saprophile, Saprophyte ; Seps ; Antisepsie, Asepsie ; Septicémie, Septique1, Septique2, Septomètre, Septomycète, Antiseptique |
| -sarc(o)-                                                                                            | σάρξ, σαρκός (sárx, sarkós) | Chair | Sarcocèle, Sarcocolle, Sarcocyste, Sarcoderme, Sarcoïde, Sarcoïdose, Sarcome, Sarcomère, Sarcophage, Sarcophile, Sarcoplasme, Sarcopte, Sarcosine, Asarcie, Chondrosarcome, Dermatofibrosarcome, Léiomyosarcome, Liposarcome, Lymphosarcome, Myélosarcome, Myxofibrosarcome, Ostéosarcome, Polysarcie, Rhabdomyosarcome |
| sard-1                                                                                               | Σαρδώ (Sardố) | Sardaigne | Sarde, Sardine, Sardonique |
| sard-2                                                                                               | Σάρδεις (Sárdeis) | Sardes (capitale de la Lydie) | Sardoine, Sardonyx |
| satyr-                                                                                               | σάτυρος (sáturos) | Satyre (compagnon de Dionyos) | Satyre, Satyriasique, Satyriasis, Satyrique, Satyrisme |
| saup-                                                                                                | σάλπη (sálpê) | Saupe | voir salp- |
| -saur-                                                                                               | σαύρα (saúra) | Lézard | Saurien, Saurochorie, Saurochtone, Saurographie, Sauropelta, Saurophaganax, Saurophage, Saurophidien, Sauropode, Sauroposéidon, Sauropside, Sauropsidé, Sauroptérygien, Allosaure, Ankylosaure, Anthracosaure, Atlantosaurus, Brachiosaure, Brontosaure, Chlamydosaure, Critosaure, Dinosaure, Dromaeosaurus, Ichthyosaure, Lépidosaurien, Mégalosaure, Meusosaure, Ophisaure, Platéosaure, Plésiosaure, Pliosaure, Ptérosaure, Solenodonsaurus, Spinosaure, Stégosaure, Téléosaure, Tyrannosaure |
| scalèn-                                                                                              | σκαληνός(skalênós) | Boiteux, déséquilibré, tortueux, oblique, inégal, impair | Scalène, Scalénoèdre |
| -scaph-                                                                                              | σκάφη(skáphê) | Bassin, bol, auge, barque | Scaphandre, Scaphé, Scaphéphore, Scaphidie, Scaphirhynque, Scaphisme, Scaphite, Scaphocéphalie, Scaphognathite, Scaphoïde, Scaphopode, Aéroscaphe, Aliscaphe, Bathyscaphe, Chronoscaphe, Mésoscaphe, Podoscaphe, Pyroscaphe, Téléscaphe |
| scar-1                                                                                               | σκαίρω (skaírô) → σκάρος (skáros) | Bondir → bondissant, scare | Scare |
| scar-2 ; escarr-                                                                                     | ἐσχάρα (eskhára) | Foyer, inflammation, croûte formée sur une plaie | Scarieux ; Escarre, Escarrifier, Escarrotique |
| scarab-                                                                                              | κάραϐος (kárabos) | Escarbot, crabe, scarabée, homard, langouste | voir carab- |
| scarif-                                                                                              | σκάριφος(skáriphos) → σκαριφάομαι (skaripháomai) | Stylet → scarifier | Scarification |
| scato- ; scor-                                                                                       | σκῶρ, σκατός (skỗr, skatόs) ; σκωρία (skôría) | Excrément ; scorie | Scatol, Scatologie, Scatome, Scatophage, Scatophilie, Scatophobie ; Scorie |
| -scél-, -scèle                                                                                       | σκέλος(skélos) ; σκώληξ(skốlêx) ; σκωλύπτομαι (skôlúptomai) | Jambe, jambage, bout pendant ; tordu, tortueux, courbé ; ver de terre ; déchirer, arracher | voir -scol-2 |
| scept-1                                                                                              | σκοπέω (skopéô) → σκεπτικός (skeptikós) | Regarder, observer → qui observe, qui réfléchit, qui n'affirme rien | voir -scop- |
| scept-2                                                                                              | σκῆπτρον (skễptron) | Bâton, bâton de commandement | Sceptre |
| schém(a)-, schémat-, schème                                                                          | σχῆμα, -ατος (skhẽma, -atos) | Forme, figure, manière d'être extérieure, attitude, apparence, maintien, posture | Schéma, Schémathèque, Schématisme, Schème |
| schism-                                                                                              | σχίζω(skhizô) → σχίσμα (skhísma) ; σχιστός (skhistós) | Fendre, séparer → fente, séparation ; fendu, séparé | voir -schiz(o)- |
| schist-                                                                                              | σχίζω(skhizô) → σχίσμα (skhísma) ; σχιστός (skhistós) | Fendre, séparer → fente, séparation ; fendu, séparé | voir -schiz(o)- |
| -schiz(o)- ; schism- ; schist-                                                                       | σχίζω(skhizô) → σχίσμα (skhísma) ; σχιστός (skhistós) | Fendre, séparer → fente, séparation ; fendu, séparé | Schizocarpe, Schizocèle, Schizocéphale, Schizocœlie, schizogamie, Schizogenèse, Schizographie, Schizoïde, Schizolithe, Schizolobium, Schizométamérie, Schizonévrose, Schizonte, Schizophasie, Schizophrénie, Schizoptère, Schizose, Schizothorax, Schizothymie, Schizotypique, Schizotrope ; Schisme ; Schiste, Schistifier, Calcschiste, Schistoïde, Micaschiste, Séricitoschiste, |
| schol-, scol-1, écol-                                                                                | σχολή(scholế) ; σχόλιον(schólion) | Repos, temps libre, philosophie, méditation, école ; commentaire, scholie | Scholarque, Scholiaste, Scholastique, Scholie ; Scolaire, Scoliaste, Scolie1 ; École |
| sci-                                                                                                 | σκιά(skiá) | Ombre | voir scia- |
| scia- ; sci- ; skia- ; écureuil                                                                      | σκιά(skiá) | Ombre | Sciagraphie, Scialytique, Sciamachie, Sciaphile, Sciatère, Sciathérique ; Sciène, Sciénidé, Scioptique, Sciuridé, Sciuromorphe, Sciurus, Nannosciurus ; Skiascopie ; Écureuil |
| -sciat-                                                                                              | ἰσχίον (iskhíon) | Os du bassin, hanche | voir ischi- |
| scill-                                                                                               | σκίλλα (skílla) | Scille, oignon de mer | Scille |
| scinc-, scinqu-                                                                                      | σκίγκος (skígkos) | (sorte de) Lézard d'Égypte | Teratoscincus, Scincidé, Scinque |
| sciro-                                                                                               | σκίρον (skíron) | Parasol blanc | Scirophorion |
| -sclér-, scléro-, -sclérose ; squelet-                                                               | σκέλλω (skéllô) → σκληρός (sklêrós) ; σκελετός (skeletós) | Faire sécher, se dessécher → sec, dur, âcre, âpre ; desséché | Scléractiniaire, Scléral, Scléranthe, Sclérème, Sclérenchyme, Scléreux, Sclériase, Sclérite, Sclérodermie, Sclérogène, Scléromètre, Scléromorphie, Sclérophtalmie, Sclérophylle, Scléroprotéine, Sclérose, Sclérote, Sclérothérapie, Sclérotique, Sclérotome, Artériosclérose, Athérosclérose, Otosclérose ; Squelette, Squelettique |
| scléro-, -sclérose                                                                                   | σκέλλω (skéllô) → σκληρός (sklêrós) ; σκελετός (skeletós) | Faire sécher, se dessécher → sec, dur, âcre, âpre ; desséché | voir -sclér- |
| scol-1                                                                                               | σχολή(scholế) ; σχόλιον (schólion) | Repos, temps libre, philosophie, méditation, école ; commentaire, scholie | voir schol- |
| -scol-2 ; -scél-, -scèle ; -skèle ; -céle3                                                           | σκέλος(skélos) ; σκώληξ(skốlêx) ; σκωλύπτομαι (skôlúptomai) | Jambe, jambage, bout pendant ; tordu, tortueux, courbé ; ver de terre ; déchirer, arracher | Scolécite, Scolécodonte, Scolecomorphidés, Scolex, Scolie2, Scolie3, Scoliose, Scolyte, Cyphoscoliose ; Isoscèle, Macroscélide, Orthoscélie, Périscélide, Tragoscèle, Triscèle ; Triskèle ; Isocèle |
| scolopac-                                                                                            | σκολόπαξ (skolópax ) | Bécasse | Scolopacidé |
| scolopendr-                                                                                          | σκολόπενδρα(scolópendra), σκολοπένδριον (scolopéndrion) | Scolopendre | Scolopendre1, Scolopendre2 |
| scombr-                                                                                              | σκόμϐρος (skómbros) | Maquereau | Scombre, Scombridés |
| -scop-, scept-1                                                                                      | σκοπέω (skopéô) → σκεπτικός (skeptikós) | Regarder, observer → qui observe, qui réfléchit, qui n'affirme rien | Amnioscopie, Angioscope, Arthroscopie, Autoscopie, Bronchoscopie, Caméscope, Célioscopie, Cinémascope, Cœlioscopie, Coloscopie, Cryoscopie, Dactyloscopie, [Diaphanoscopie, Diascopie, Endoscope, Épidiascope, Épiscopal, Épiscopat, Fibroscopie, Fluoroscopie, Gastroscopie, Gyroscope, Horoscope, Hygroscope, Kaléidoscope, Laparoscopie, Laryngoscopie, Magnétoscope, Microscope, Ophtalmoscopie, Oscilloscope, Otoscope, Périscope, Phénakistiscope, Radioscopie, Spectroscopie, Stéréoscopie, Stéthoscope, Stroboscope, Télescope, Trachéoscopie, Trombinoscope ; Scepticisme, Sceptique, Climatosceptique |
| scor-                                                                                                | σκῶρ, σκατός (skỗr, skatόs) ; σκωρία (skôría) | Excrément ; scorie | voir scato- |
| scorp-                                                                                               | σκορπίος (skorpíos) ; σκόρπαινα (scórpaina) | Scorpion ; scorpion de mer | Scorpène, Scorpénidés, Scorpioïde, Scorpion, Scorpiurus |
| scot-                                                                                                | σκότος(skótos) ; σκότωμα (skótôma) | Obscurité, ténèbres, éblouissement ; Vertige | Scotie, Scotobiologie, Scotodinie, Scotome, Scotomisation, Scotophase, Scotophobie, Scotophore, Scotopie, Scotopique |
| scyph-                                                                                               | σκύφος(skúphos) | Vase à boire sans pied, tasse | Scyphate, Scyphistome, Scyphoméduse, Scyphozoaire, Scyphule |
| -séb- ; sébas-                                                                                       | σέϐας (sébas) → σεϐαστός (sebastós) | Crainte religieuse, respect, objet de crainte ou de respect → vénérable, vénéré, auguste | Eusébie1, Eusébie2 ; Sébaste, Sébastien1, Sébastien2, Sébastopol |
| seich-                                                                                               | σηπία (sêpía) ; σήπιον (sếpion) | Seiche ; partie osseuse de la seiche, écume de mer | voir sépi- |
| seine ; senne                                                                                        | σαγήνη (saguếnê) | Filet de pêcheur, filet de chasseur | Seine, Senne |
| séism- ; -sism-                                                                                      | σεισμός (seismós) | Ébranlement, commotion, tremblement de terre | Séismal, Séisme, Séismicité, Séismonastie ; Sismique, Sismographe, Sismologie, Sismomètre, Anti-sismique, Parasismique |
| sélac-                                                                                               | σέλαχος (sélakhos) | Poisson cartilagineux | Sélacien |
| -sélén-, -sélène                                                                                     | σελήνη (selếnê) ; σεληνίτης (selênítês) | La lune ; sélénite, de la lune, habitant de la lune | Séléniate, Sélénieux, Sélénique, Sélénite, Séléniteux, Sélénium, Séléniure, Sélénodésie, Sélénographie, Sélénologie, Sélénostat, Aposélénie, Parasélène, Périsélène |
| sém-                                                                                                 | σῆμα, -ατος (sẽma, -atos) | Signe, caractère distinctif, marque, signal | voir -séma- |
| -séma-, sém-, -sème, sémi-, -sémie, -sémio-, -semo- ; sémant-                                        | σῆμα, -ατος (sẽma, -atos) | Signe, caractère distinctif, marque, signal | Sémanote, Sémaphore, Sémasiologie, Sème, Sémème, Sémiogenèse, Sémiographie, Sémiologie, Sémiométrie, Semioptera, Sémiosis, Sémiotique, Sémique, Sémistique, Aposématisme, Asémie, Asemospiza, Épisème, Épisémon, Monosème, Polysème, Tyrosémiophile ; Sémantique, Sémantème |
| sémant-                                                                                              | σῆμα, -ατος (sẽma, -atos) | Signe, caractère distinctif, marque, signal | voir -séma- |
| -sème                                                                                                | σῆμα, -ατος (sẽma, -atos) | Signe, caractère distinctif, marque, signal | voir -séma- |
| sémi-, -sémie, -sémio-                                                                               | σῆμα, -ατος (sẽma, -atos) | Signe, caractère distinctif, marque, signal | voir -séma- |
| semno-                                                                                               | σεμνός (semnós) | Vénérable, auguste, imposat, majestueux | Semnopithèque |
| -semo-, -sémie, -sémio-                                                                              | σῆμα, -ατος (sẽma, -atos) | voir -séma- | |
| senne                                                                                                | σαγήνη (saguếnê) | Filet de pêcheur, filet de chasseur | voir seine |
| sep(al)-                                                                                             | σκέπη (sképê) | Couverture, enveloppe, protection | Sépale, Monosépale, Dialysépale, Gamosépale, Sépaloïde |
| sépi- ; seich-                                                                                       | σηπία (sêpía) ; σήπιον (sếpion) | Seiche ; partie osseuse de la seiche, écume de mer | Sépia, Sépiolite, Sépion ; Seiche |
| seps1                                                                                                | σήπω (sếpô) → σαπρός (saprós) ; σήψ (sếps) ; σῆψις (sẽpsis) ; σηπτικός (sêptikós) | Pourrir → pourri, moisi ; serpent venimeux (dont la morsure engendre la putréfaction), (sorte de) lézard ; putréfaction ; qui engendre la putréfaction, qui aide à digérer | voir sapro- |
| -seps-2                                                                                              | σήπω (sếpô) → σαπρός (saprós) ; σήψ (sếps) ; σῆψις (sẽpsis) ; σηπτικός (sêptikós) | Pourrir → pourri, moisi ; serpent venimeux (dont la morsure engendre la putréfaction), (sorte de) lézard ; putréfaction ; qui engendre la putréfaction, qui aide à digérer | voir sapro- |
| -septi-, septo-                                                                                      | σήπω (sếpô) → σαπρός (saprós) ; σήψ (sếps) ; σῆψις (sẽpsis) ; σηπτικός (sêptikós) | Pourrir → pourri, moisi ; serpent venimeux (dont la morsure engendre la putréfaction), (sorte de) lézard ; putréfaction ; qui engendre la putréfaction, qui aide à digérer | voir sapro- |
| séri-                                                                                                | σηρικός (sêricós) | de soie | voir sérici- |
| sérici-, séri-                                                                                       | σηρικός (sêricós) | de soie | Séricigène, Séricigraphie, Séricine, Séricite, Sériciculture, Séricitoschiste ; Sérigraphie |
| sering-                                                                                              | σῦριγξ, -γγος (sũrigx, -ggos) | roseau creux taillé, flûte champêtre, flûte de Pan | voir syring- |
| serpent                                                                                              | ἕρπω(hérpô) ; ἕρπης (hérpês) ; ἑρπετόν (herpetón) | Se traîner, ramper ; dartre ; rampant, reptile, serpent | voir herpét- |
| sesam-                                                                                               | σήσαμον (sếsamon) | Sésame, grain de sésame | Sésame, Sésamie, Sésamoïde |
| sial-, sialo- ; -sialie                                                                              | σίαλον (síalon) | Salive | Sialadénite, Sialagogue, Sialite, Sialographie, Sialophagie, Sialorrhée ; Asialie, Hypersialie, Hyposialie, Oligosialie, Polysialie |
| siali-                                                                                               | σιαλίς, -ίδος (sialís,-ídos) | Sorte d'oiseau | Sialia, Sialis1, Sialis2 |
| -sialie                                                                                              | σίαλον (síalon) | Salive | voir sial- |
| sialo-                                                                                               | σίαλον (síalon) | Salive | voir sial- |
| -sidér(o)-                                                                                           | σίδηρος (sídêros) | Fer | Sidéral(?), Sidérazote, Sidérémie, Sidérite, Sidéroblaste, Sidérocyte, Sidérodermie, Sidérographie, Sidérolithe, Sidéromancie, Sidérose, Sidérurgie, Asidérite, Hémosidérine, Hypersidérémie, Hyposidérémie |
| -sigm-                                                                                               | σῖγμα (sĩgma) | Lettre grecque sigma (σ, Σ) | Sigma1, Sigma2, Sigmatisme, Sigmatropie, Sigmoïde, Sigmoïdectomie, Sigmoïdite, Antisigma, Dolichosigmoïde, Gyrosigma, Mésosigmoïde, Pleurosigma, Rectosigmoïdoscopie |
| silén-, silèn-                                                                                       | Σιληνός (Silênós) | Silène (compagnon de Dionysos) | Silène1, Silène2, Silénos |
| silib-                                                                                               | σίλυϐον (sílubon) ou σίλλυϐον (síllubon) | Sorte de chardon comestible | voir sily- |
| silph-                                                                                               | σίλφη (sílphê) | Blatte, mite | Silphe, Silphidé, Silphiné |
| silphi-                                                                                              | σίλφιον (sílphion) | Silphium (plante condiment et remède) | Silphion, Silphium |
| silur-                                                                                               | σίλουρος (sílouros) | Silure, poisson-chat | Silure |
| sily-, silib-                                                                                        | σίλυϐον (sílubon) ou σίλλυϐον (síllubon) | Sorte de chardon comestible | Silibinine, Silybine, Silymarine, Silybum , Silychristine, Silydianine |
| -simi-                                                                                               | σιμός (simós) | Qui a le nez camus, camard | Simien, Simiesque, Prosimien |
| -sin-                                                                                                | σίναπι (sínapi) → σινάπισμα (sinápisma) | Sénevé, moutarde → Sinapisme | voir sinap- |
| sinap- ; -sin-                                                                                       | σίναπι (sínapi) → σινάπισμα (sinápisma) | Sénevé, moutarde → Sinapisme | Sinapis, Sinapiser, Sinapisme ; Sinalbine, Sinigrine, Sinigroside, Glucosinolate |
| -siop-                                                                                               | σιωπή (siôpế) | Silence, obscurité | Aposiopèse |
| -siph-                                                                                               | σίφων (síphôn) | Tout objet creux en forme de tube, siphon, trompe suceuse (des insectes), conduite | Siphoïde, Siphomycète, Siphon, Siphonaptère, Siphonocladale, Siphonogamie, Siphonophore, Macrosiphum, Rhopalosiphum |
| sirén-, -sirèn-                                                                                      | Σειρήν (Seirến) | Sirène (créature mi-femme mi-oiseau) | Sirène1, Sirène2, Sirène3, Siréner, Sirénidés, Sirénien, Sirénomélie, Lépidosirène |
| -sism-                                                                                               | σεισμός (seismós) | Ébranlement, commotion, tremblement de terre | voir séism- |
| sisymbr-                                                                                             | σίσυμϐρον (sísumbron) | Menthe aquatique | Sisymbre |
| -site                                                                                                | σιτίον (sitíon) ; σῖτος (sĩtos) | Blé, aliment, nourriture ; blé, farine, pain, nourriture | voir sito- |
| sitio-                                                                                               | σιτίον (sitíon) ; σῖτος (sĩtos) | Blé, aliment, nourriture ; blé, farine, pain, nourriture | voir sito- |
| sito-, -site, sitio-                                                                                 | σιτίον (sitíon) ; σῖτος (sĩtos) | Blé, aliment, nourriture ; blé, farine, pain, nourriture | Sitiologie, Sitiomanie, Sitiophobie, Sitona1, Sitona2, Sitophage, Sitophilie, Sitophilus, Sitophylax, Sitostérol, Sitotrogue, Parasite |
| sitt-                                                                                                | σίττη (síttê) | Sorte de pie ou pivert | Sitta, Sittelle, Sittidés |
| sium                                                                                                 | σίον (síon) | Sium ou berle | Sium |
| -skèle                                                                                               | σκέλος(skélos) ; σκώληξ(skốlêx) ; σκωλύπτομαι (skôlúptomai) | Jambe, jambage, bout pendant ; tordu, tortueux, courbé ; ver de terre ; déchirer, arracher | voir -scol-2 |
| skia-                                                                                                | σκιά(skiá) | Ombre | voir scia- |
| smaragd- ; Esmerald- ; émerald-, émeraud-                                                            | σμάραγδος (smáragdos) | Émeraude | Smaragdin, Smaragde1, Smaragde2, Smaragdite, Smaragdo-chalcite ; Esmeralda1, Esmeralda2, Esmeraldas ; Émeraldine, Émeraude |
| smectiqu-, smectit- ; smegm-                                                                         | σμήχω (smếckhô) → σμηκτικός (smêctikós) ; σμῆγμα (smẽgma) | Nettoyer, essuyer → qui nettoie, détersif ; substance pour nettoyer, pâte, crème, enduit | Smectique, Smectite ; Smegma |
| smectit-                                                                                             | σμήχω (smếckhô) → σμηκτικός (smêctikós) ; σμῆγμα (smẽgma) | Nettoyer, essuyer → qui nettoie, détersif ; substance pour nettoyer, pâte, crème, enduit | voir smectiqu- |
| smegm-                                                                                               | σμήχω (smếckhô) → σμηκτικός (smêctikós) ; σμῆγμα (smẽgma) | Nettoyer, essuyer → qui nettoie, détersif ; substance pour nettoyer, pâte, crème, enduit | voir smectiqu- |
| smilac- ; smilax                                                                                     | σμῖλαξ (smĩlax) | Yeuse, couleuvrée, bryone, smilax de jardin, salseparelle, liseron | Smilacacée, Smilace, Smilacée ; Smilax |
| smilax                                                                                               | σμῖλαξ (smĩlax) | Yeuse, couleuvrée, bryone, smilax de jardin, salseparelle, liseron | voir smilac- |
| so- ; -sote ; sotér- ; sophro-                                                                       | σῴζω (sốizô) → σῶς (sỗs) [ou σάος (sáos)] ; σωτήρ (sôtếr) ; σώφρων (sốphrôn) | Sauver, préserver → intact, sain et sauf ; sauveur protecteur, libérateur ; sain d'esprit ou de cœur, sensé, prudent, sage, modéré, sobre, pudique, simple, modeste | Socrate, Sosibios, Sosigène ; Créosote ; Sotériologie ; Sophrologie, Sophroniste, Sophrosyne1, Sophrosyne2, Sophrosyne3 |
| sodom-                                                                                               | Σοδομῖτις (Sodomĩtis) | de Sodome (en Palestine) | Sodome, Sodomie, Sodomiser, Sodomite |
| solen-                                                                                               | σωλήν (sôlến) | Conduit, tuyau, canal tuile creuse, manche de couteau, coquillage | Solen, Solénidé, Solénier, Solénogastre, Solénoglyphe, Solénoïde, Solénostemme, Solénostome |
| som-                                                                                                 | σῶμα, ατος (sỗma, -atos) | Corps | voir -some |
| -somat(o)-                                                                                           | σῶμα, ατος (sỗma, -atos) | Corps | voir -some |
| -some, som- ; -somat(o)-                                                                             | σῶμα, ατος (sỗma, -atos) | Corps | Somascétique, Somesthésie, Somite, Acrosome, Centrosome, Céphalosome, Chromosome, Diplosome, Éléosome, Épisome, Gynosome, Hétérosome, Hyalosome, Liposome, Malacosome, Nucléosome, Pleurosome, Prosome, Ribosome, Trichosome, Trypanosome ; Somatisation, Somatopleure, Somatopsychique, Somatosensoriel, Somatotopie, Somatotrope, Psychosomatique |
| -soph-                                                                                               | σοφός (sophós) ; σοφία (sophía) | Sage ; sagesse | Sophie, Sophiologie, Sophisme, Sophiste, Sophistique, Sophocle, Anthroposophie, Gymnosophiste, Philosophe, Théosophie |
| sophro-                                                                                              | σῴζω (sốizô) → σῶς (sỗs) [ou σάος (sáos)] ; σωτήρ (sôtếr) ; σώφρων (sốphrôn) | Sauver, préserver → intact, sain et sauf ; sauveur protecteur, libérateur ; sain d'esprit ou de cœur, sensé, prudent, sage, modéré, sobre, pudique, simple, modeste | voir so- |
| sorit-                                                                                               | σωρός (sôrós) ; σωρίτης (sôrítès) | tas, monceau (de blé, bois, terre, biens ...) ; qui amoncelle, qui accumule | Sorite |
| sosi-                                                                                                | Σωσίας (sôsías) | Sosie (nom d'esclave, dans certaines comédies antiques) | Sosie |
| -sote                                                                                                | σῴζω (sốizô) → σῶς (sỗs) [ou σάος (sáos)] ; σωτήρ (sôtếr) ; σώφρων (sốphrôn) | Sauver, préserver → intact, sain et sauf ; sauveur protecteur, libérateur ; sain d'esprit ou de cœur, sensé, prudent, sage, modéré, sobre, pudique, simple, modeste | voir so- |
| sotér-                                                                                               | σῴζω (sốizô) → σῶς (sỗs) [ou σάος (sáos)] ; σωτήρ (sôtếr) ; σώφρων (sốphrôn) | Sauver, préserver → intact, sain et sauf ; sauveur protecteur, libérateur ; sain d'esprit ou de cœur, sensé, prudent, sage, modéré, sobre, pudique, simple, modeste | voir so- |
| -sp-                                                                                                 | σπάω (spáô) → σπάδιξ (spádix) ; σπαδών (spadốn) ; σπασμός (spasmós) | Tirer, attirer à soi, arracher, occasionner (ou souffrir) des attaques ou des mouvements nerveux → branche arrachée (de palmier) ; tiraillement, spasme ; spasme, convulsion | voir spa- |
| spa- ; -sp- ; -spasm- ; -spast- ; -spad-2                                                            | σπάω (spáô) → σπάδιξ (spádix) ; σπαδών (spadốn) ; σπασμός (spasmós) | Tirer, attirer à soi, arracher, occasionner (ou souffrir) des attaques ou des mouvements nerveux → branche arrachée (de palmier) ; tiraillement, spasme ; spasme, convulsion | Spagyrie ; Périspomène, Propérispomène ; Spasme, Spasmodique, Spasmophilie, Antispamodique ; Spasticité, Spastique, Épispastique ; Spadice, Spadiciforme, Épispadias, Hypospadias, Phyllospadix |
| -spad-1                                                                                              | σπάθη (spáthê) | Battoir, épée plate, plat de la rame, tige du palmier | voir spath- |
| -spad-2                                                                                              | σπάω (spáô) → σπάδιξ (spádix) ; σπαδών (spadốn) ; σπασμός (spasmós) | Tirer, attirer à soi, arracher, occasionner (ou souffrir) des attaques ou des mouvements nerveux → branche arrachée (de palmier) ; tiraillement, spasme ; spasme, convulsion | voir spa- |
| -spalax                                                                                              | σπάλαξ (spálax) | Taupe | Spalax, Eospalax, Myospalax, Nannospalax |
| -sparag-, sperg-                                                                                     | σπαργάω (spargáô) → ἀσπάραγος (aspáragos) | être gonflé (de lait, de sève, d'humeur...) → asperge, jeune pousse | Asparagine, Asparaginase, Asparagolite, Asparagus, Asparagusique ; Asperge, Spergulaire, Spergule |
| sparte-1                                                                                             | σπάρτος (spártos) | Sparte, herbe dont on fait des cordes | Sparte, Spartéine, Sparterie, Sparton |
| sparte-2                                                                                             | Σπάρτη (Spártè) | Ville de Sparte | Spartan, Sparte, Spartiate |
| -spasm-                                                                                              | σπάω (spáô) → σπάδιξ (spádix) ; σπαδών (spadốn) ; σπασμός (spasmós) | Tirer, attirer à soi, arracher, occasionner (ou souffrir) des attaques ou des mouvements nerveux → branche arrachée (de palmier) ; tiraillement, spasme ; spasme, convulsion | voir spa- |
| -spast-                                                                                              | σπάω (spáô) → σπάδιξ (spádix) ; σπαδών (spadốn) ; σπασμός (spasmós) | Tirer, attirer à soi, arracher, occasionner (ou souffrir) des attaques ou des mouvements nerveux → branche arrachée (de palmier) ; tiraillement, spasme ; spasme, convulsion | voir spa- |
| spat-                                                                                                | σπάθη (spáthê) | Battoir, épée plate, plat de la rame, tige du palmier | voir spath- |
| spatang-                                                                                             | σπατάγγης (spatággês) | Sorte de hérisson de mer | Spatangoïde, Spatangue |
| spath- ; spat- ; -spad-1                                                                             | σπάθη (spáthê) | Battoir, épée plate, plat de la rame, tige du palmier | Spatha, Spathaire, Spathe ; Spatule ; Spadassin, Espader, Espadon |
| speiro-                                                                                              | σπείρω (speírô) → σπέρμα (spérma) ; σπόρος (spóros) ; σποράς, -άδος (sporás, -ádos) | Semer, ensemencer, disséminer → semence ; ensemencement, semence ; épars, dispersé | voir sperm(at)o- |
| spélé(o)- ; spélo-, spélu- ; spéo-                                                                   | σπέος (spéos) ; σπήλαιον (spếlaion) ; σπῆλυγξ (spếlugx) | Antre, caverne ; caverne, grotte, cavité ; caverne, antre, grotte | Spéléisme, Spéléodrome, Spéléologie, Spéléotomie ; Spélonque, Spelunca ; Spéos |
| spélo-                                                                                               | σπέος (spéos) ; σπήλαιον (spếlaion) ; σπῆλυγξ (spếlugx) | Antre, caverne ; caverne, grotte, cavité ; caverne, antre, grotte | voir spélé(o) |
| spélu-                                                                                               | σπέος (spéos) ; σπήλαιον (spếlaion) ; σπῆλυγξ (spếlugx) | Antre, caverne ; caverne, grotte, cavité ; caverne, antre, grotte | voir spélé(o) |
| spéo-                                                                                                | σπέος (spéos) ; σπήλαιον (spếlaion) ; σπῆλυγξ (spếlugx) | Antre, caverne ; caverne, grotte, cavité ; caverne, antre, grotte | voir spélé(o) |
| -sper-                                                                                               | σπείρω (speírô) → σπέρμα (spérma) ; σπόρος (spóros) ; σποράς, -άδος (sporás, -ádos) | Semer, ensemencer, disséminer → semence ; ensemencement, semence ; épars, dispersé | voir sperm(at)o- |
| sperg-                                                                                               | σπαργάω (spargáô) → ἀσπάραγος (aspáragos) | être gonflé (de lait, de sève, d'humeur...) → asperge, jeune pousse | voir -sparag- |
| -sperm(at)(o)- ; speiro- ; -sper- ; spor-                                                            | σπείρω (speírô) → σπέρμα (spérma) ; σπόρος (spóros) ; σποράς, -άδος (sporás, -ádos) | Semer, ensemencer, disséminer → semence ; ensemencement, semence ; épars, dispersé | Spermaceti, Spermalège, Spermaphyte, Spermathèque, Spermatie, Spermatoblaste, Spermatocèle, Spermatocyste, Spermatocyte, Spermatogonie, Spermatophage, Spermatophobie,Spermatophore, Spermatophyte, Spermatorrhée, Spermatozoïde, Sperme, Spermicide, Spermogonie, Spermogramme, Spermophile, Spermophore, Aspermie, Aspidosperma, Angiosperme, Azoospermie, Butyrospermum, Cardiosperme, Ectospermalège, Ectosperme, , Endospermalège, Endosperme, Gymnosperme, Ménispermacée, Panspermie, Ptéridosperme ; Speirochorie ; Aspersoir, Dispersion ; Sporades, Sporadique, Sporange, Spore, Sporidie, Sporocarpe, Sporocyste, Sporogonie, Sporophore, Sporophyte, Sporos, Sporozoaire, Sporozoïte, Sporulation, Aposporie, Diaspora, Diplosporie, Ciclosporine, Endospore, Hétérosporé, Microsporum, Phéospore, Pittosporum, Tétrasporange, Zoosporange |
| sphacél-, sphacèl-                                                                                   | σφάκελος (sphákelos) | Gangrène sèche, carie osseuse | Sphacèle, Sphacéler |
| sphagn-                                                                                              | σφάγνος (sphágnos) | Mousse qui s'attache aux branches des arbres | voir sphaign- |
| sphaign-, sphagn-                                                                                    | σφάγνος (sphágnos) | Mousse qui s'attache aux branches des arbres | Sphagnales, Sphaigne |
| sphec-, sphex                                                                                        | σφήξ (sphếx) | Guêpe | Sphécide, Sphéciforme, Sphex |
| -sphén-, sphèn-                                                                                      | σφήν (sphến) | Coin (instrument de travail ou de torture) | Sphène, Sphénencéphale, Sphénique, Sphénisque, Sphénocéphale, Sphenodon, Sphénoèdre, Sphénoïde, Sphénophyte, Sphénoptère, Sphenopteris, Sphénothorax, Alisphénoïde |
| sphér-, -sphère                                                                                      | σφαῖρα (sphaῖra) | Sphère | Sphère, Sphéricité, Sphériste, Sphérocarpe, Sphéroïde, Sphérule, Sphérulite, Atmosphère, Anthroposphère, Asthénosphère, Barysphère, Bathysphère, Biosphère, Centrosphère, Chromosphère, Cryosphère, Exosphère, Géosphère, Héliosphère, Hémisphère, Hydrosphère, Ionosphère, Lithosphère, Logosphère, Magnétosphère, Mésosphère, Oosphère, Ozonosphère, Photosphère, Planisphère, Pyrosphère, Rhizosphère, Stratosphère, Thermosphère, Trochosphère, Troposphère, Zygosphère |
| sphex                                                                                                | σφήξ (sphếx) | Guêpe | voir sphec- |
| sphinct- ; sphing-1                                                                                  | σφίγγω(sphíggô) → σφιγκτήρ (sphigktếr) | Enserrer, étreindre → lien, bandage, bandeau, sphincter anal | Sphincter, Sphinctéralgie, Sphinctérectomie ; Sphingobacterium, Sphingolipide, Sphingomyéline, Sphingosine |
| sphing-1                                                                                             | σφίγγω(sphíggô) → σφιγκτήρ (sphigktếr) | Enserrer, étreindre → lien, bandage, bandeau, sphincter anal | voir sphinct- |
| sphing-2                                                                                             | σφίγξ(sphígx) | Sphinge (fille d'Echidna et d'Orthos) | voir sphinx |
| sphinx ; sphing-2                                                                                    | σφίγξ(sphígx) | Sphinge (fille d'Echidna et d'Orthos) | Sphinx1, Sphinx2, Sphinx3 ; Sphinge, Sphingidé |
| sphygm- ; -sphyx                                                                                     | σφύζω (sphúzô) → σφυγμός (sphugmós) | Être agité, palpiter → palpitation, agitation du pouls, pulsation, asphyxie | Sphygmique, Sphygmographe, Sphygmologie, Sphygmomanomètre, Sphygmomètre, Sphygmoscope, Asphygmie ; Asphyxie, Asphyxiophilie |
| sphyrén-                                                                                             | σφύραινα (sphúraina) | Argentine (petit poisson de mer) | Sphyrène |
| -sphyx                                                                                               | σφύζω (sphúzô) → σφυγμός (sphugmós) | Être agité, palpiter → palpitation, agitation du pouls, pulsation, asphyxie | voir sphygm- |
| -spir-1                                                                                              | σπεῖρα (speĩra) | Enroulement, spirale, repli d'un serpent | Spirale, Spire, Spirifer, Spirille, Spirillose, Spirobranche, Spirographe, Spiroïdal, Spiroptère, Spirorbe, Spirule, Spiruline, Spiruride, Leptospira, Leptospirose |
| -spir-2                                                                                              | σπειραία (speiraía) | Spirée | Spirée, Spirique, Aspirine |
| spiz-, -spiza                                                                                        | σπίζα (spíza) | Pinson | Agraphospiza, Ammospiza, Amphispiza, Artemisiospiza, Asemospiza, Calamospiza, Charitospiza, Compsospiza, Coryphaspiza, Donacospiza, Geospiza, Haplospiza, Incaspiza, Lamprospiza, Melanospiza, Melospiza, Nesospiza, Nesospiza, Platyspiza, Poospiza, Rhodospiza, Rhynchospiza, Spizella, Spizelloides, Spizin, Telespiza, Xenospiza |
| splanchn-                                                                                            | σπλάγχνον (splágkhnon) | Entrailles, viscères | Splanchnectomie, Splanchnique, Splanchnocrâne, Splanchnographie, Splanchnologie, Splanchnopleure, Splanchnoptose, Splanchnotomie |
| spleen                                                                                               | σπλήν (splến) → σπλήνιον (splêníon) | Rate (organe) → bandage, compresse, cétérach (fougère) | voir -splén- |
| splen-                                                                                               | σπλήν (splến) → σπλήνιον (splêníon) | Rate (organe) → bandage, compresse, cétérach (fougère) | voir -splén- |
| -splén-, splen-, -spléno-, spleen, splend-                                                           | σπλήν (splến) → σπλήνιον (splêníon) | Rate (organe) → bandage, compresse, cétérach (fougère) | Spleen, Splénalgie, Splendeur, Splendide, Splénectomie, Splénemphraxie, Splénétique, Splénique, Splénite, Splénium, Splénius, Splénocyte, Splénogramme, Splénome, Splénomégalie, Asplénie, Asplenium |
| splend-                                                                                              | σπλήν (splến) → σπλήνιον (splêníon) | Rate (organe) → bandage, compresse, cétérach (fougère) | voir -splén- |
| -spléno-                                                                                             | σπλήν (splến) → σπλήνιον (splêníon) | Rate (organe) → bandage, compresse, cétérach (fougère) | voir -splén- |
| spod-                                                                                                | σποδός (spodós) | Cendre, cendre des morts | Spodomancie |
| spond-                                                                                               | σπονδήs (pondế) | Libation | Spondée, Spondiasme, Spondophore |
| spondi-                                                                                              | σποδιάς (spodiás) ou σπονδιάς (spondiás) | Sorte de prunier sauvage | Spondias |
| spondyl-                                                                                             | σφόνδυλος(sphóndulos) | Vertèbre, queue, épine, bouton, tête d'artichaut | Spondylarthrite, Spondyle, Spondylite, Spondylose, Apsidospondyle, Isospondyle, Lépospondyle, Phyllospondyle, Stéréospondyle, Temnospondyle |
| spong- ; épong-                                                                                      | σπόγγος (spóggos) | Éponge, substance spongieuse, amygdales | Spongiaire, Spongiculteur, Spongieux, Spongille, Spongine, Spongioblaste, Spongiocyte, Spongiole, Spongiose, Spongite ; Éponge |
| spor-                                                                                                | σπείρω (speírô) → σπέρμα (spérma) ; σπόρος (spóros) ; σποράς, -άδος (sporás, -ádos) | Semer, ensemencer, disséminer → semence ; ensemencement, semence ; épars, dispersé | voir sperm(at)o- |
| squelet-                                                                                             | σκέλλω (skéllô) → σκληρός (sklêrós) ; σκελετός (skeletós) | Faire sécher, se dessécher → sec, dur, âcre, âpre ; desséché | voir -sclér- |
| squirr-                                                                                              | σκίρρος (skírros) | Tumeur dure, squirre | Squirre, Squirrheux, Squirrhosarque |
| stad-                                                                                                | ἵστημι (hístêmi) → στάδιος (stádios) ; στάδιον(stádion) | Placer debout, dresser, ériger, se tenir debout, être fixe → stable, ferme, fixe, raide ; mesure de six-cents pieds grecs, stade | Stade, Stadia, Stadiaire, Stadier, Stadimétrique, Stadium |
| -stal- ; -stol- ; -(ô)t-1 ; stèl-, -stélie ; épist-, épît-                                           | στέλλω(stéllô) → στολή (stolề) ; στόλος (stólos) ; ἐπιστέλλω (epistéllô) → ἐπιστολή (epistolế) ; περιστέλλω (peristéllô) → περισταλτικός (peristaltikós) ; στήλη (stếlê)                                           | Préparer un voyage, habiller, vêtir, placer, poster, poser → équipement, ajustement, habillement, vêtement ; préparation, trajet, voyage, armée, appendice saillant ; envoyer une lettre, mander, commander → lettre, message écrit, ordre ; envelopper, protéger, cacher → qui comprime en se contractant ; colonne, colonne commémorative                                                                               | Péristaltique ; Stolon, Acrostole, Apostolat, Apostolique, Diastole, Épistolaire, Paradiastole, Systole ; Apôtre ; Stèle, Astélie, Monostélie, Polystélie ; Épistolaire, Épître |
| stalac- ; stalagm- ; -staxis                                                                         | στάζω (stázô) → στάλαγμα (stálagma) ; σταλακτικός (stalaktikós) | Faire couler goutte à goutte, suinter, dégoutter → goutte ; qui coule goutte à goutte, suintant | Stalactite ; Stalagmite, Stalagmitis1, Stalagmitis2, Stalagmométrie, Stalagmosoma ; Épistaxis |
| stalagm-                                                                                             | στάζω (stázô) → στάλαγμα (stálagma) ; σταλακτικός (stalaktikós) | Faire couler goutte à goutte, suinter, dégoutter → goutte ; qui coule goutte à goutte, suintant | voir stalac- |
| staphis-                                                                                             | σταφίς (staphís) ; σταφυλή (staphulế) | Raisin sec ; grappe de raisin mûr, tumeur à la luette | voir staphyl- |
| staphyl-, staphis-                                                                                   | σταφίς (staphís) ; σταφυλή (staphulế) | Raisin sec ; grappe de raisin mûr, tumeur à la luette | Staphisaigre, Staphyléacée, Staphylier, Staphylectomie, Staphylin1, Staphylin2, Staphylite, Staphylocoque, Staphylodermie, Staphylome, Staphyloplastie, Staphylorraphie, Staphylotomie, Staphylotoxine |
| -stas-, stés- ; -xtase ; -stat- ; -stém-, -stème ; -ase,                                             | ἵστημι(hístêmi) → στάσις(stásis) ; ἄστατος(ástatos) ; διάστασις(diástasis) → suffixe -ασις (-asis) ; ἐπίσταμαι (épístamai) → ἐπιστήμη (épistếmê)                                                                   | Placer debout, dresser, ériger, se tenir debout, être fixe → base, arrêt ; instable, incertain ; séparation → (suffixe servant à caractériser les) enzyme(s) ; être fixé sur, être calé, être versé dans, savoir → science, habileté, connaissance | Stase, Stésimbrote, Allostasie, Anastase, Anastasia, Anastasie, Antiparastase, Apostasie, Astasie, Biostase, Biostasie, Catastase, Cholestase, Clastase, Coprostasie, Cryostase, Diastase, Dystasie, Ecstasy, Élastase, Enstase, Épistasie, Eustasie, Hémostase, Homéostasie, Hypostase, Iconostase, Instase, Isostasie, Lyase, Ménostasie, Mésostase, Métastase, Péristase, Psychostasie, Rhexistasie, Systase ; Extase ; Statice, Statine, Statique, Statoblaste, Statocyste, Statolithe, Aérostat, Apostat, Aquastat, Astate, Astatique, Blépharostat, Coelostat, Craniostat, Cryostat, Eustathe, Électrostatique, Eustatisme, Géostatique, Gyrostat, Héliostat, Hydrostatique, Hyperstatique, Hypostatique, Isostatique, Lombostat, Orthostat, Prostate, Pyrostat, Rhéostat, Sélénostat, Sidérostat, Thermostat ; Systématique, Stème, Apostème, Diastème, Diplostémone, Épistémique, Épistémologie, Gynostème, Méristème, Gamostémone, Système ; Aldolase, Amylase, Anhydrase, ATPase, Bêta-lactamase, Catalase, Cellulase, Cholinestérase, Crotonase, Décarboxylase, Déshydratase, Déshydrogénase, Dismutase, Énolase, Fructokinase, Fumarase, Glucosidase, Hexokinase, Hydratase, Hydrolase, Intégrase, Invertase, Isomérase, Kinase, Lactase, Luciférase, Lyase, Mutase, Neuraminidase, Oxygénase, Peptidase, Polymérase, Protéase, Phosphatase, Phosphorylase, Réductase, Sialidase, Transcétolase, Tautomérase, Transcriptase, Transférase ou autres |
| -stat-                                                                                               | ἵστημι(hístêmi) → στάσις(stásis) ; ἄστατος(ástatos) ; διάστασις(diástasis) → suffixe -ασις (-asis) ; ἐπίσταμαι (épístamai) → ἐπιστήμη (épistếmê)                                                                   | Placer debout, dresser, ériger, se tenir debout, être fixe → base, arrêt ; instable, incertain ; séparation → (suffixe servant à caractériser les) enzyme(s) ; être fixé sur, être calé, être versé dans, savoir → science, habileté, connaissance | voir -stas- |
| stauro-                                                                                              | σταυρός (staurós) | Pieu, palissade, pal, poteau, croix | Staurolite, Staurophylax, Staurothèque, Staurotide |
| -staxis                                                                                              | στάζω (stázô) → στάλαγμα (stálagma) ; σταλακτικός (stalaktikós) | Faire couler goutte à goutte, suinter, dégoutter → goutte ; qui coule goutte à goutte, suintant | voir stalac- |
| stéa-                                                                                                | στέαρ, -ατος (stéar, -atos) | graisse compacte, lard, suif, graisse | voir stéar- |
| stéar- ; -stéat- ; stéa-                                                                             | στέαρ, -ατος (stéar, -atos) | graisse compacte, lard, suif, graisse | Stéarate, Stéarine, Stéarol, Stéarone, Stéaryle ; Stéatique, Stéatite, Stéatocèle, Stéatolyse, Stéatome, Stéatomérie, Stéatonécrose, Stéatopygie, Stéatorrhée, Stéatose, Cholestéatome ; Stéaschiste |
| -stéat-                                                                                              | στέαρ, -ατος (stéar, -atos) | graisse compacte, lard, suif, graisse | voir stéar- |
| -steban                                                                                              | στέφω (stéphô) → στέφανος (stéphanos) | Répandre autour, couronner → couronne | voir stéphan- |
| stefan-                                                                                              | στέφω (stéphô) → στέφανος (stéphanos) | Répandre autour, couronner → couronne | voir stéphan- |
| -stég-, -steg- ; stégano- ; stegno-                                                                  | στέγω(stégô) ; στέγος (stégos) ; στεγνός (stegnós) | Couvrir, recouvrir, cacher ; toit ; qui couvre, couvert, abrité, serré, compact | Stégobie, Stégocéphale, Stégodon, Stégomyie, Stégophile, Stégosaure, Ichtyostega ; Stéganographie, Stéganopode ; Stegnose |
| stégano-                                                                                             | στέγω(stégô) ; στέγος (stégos) ; στεγνός (stegnós) | Couvrir, recouvrir, cacher ; toit ; qui couvre, couvert, abrité, serré, compact | voir -stég- |
| stegno-                                                                                              | στέγω(stegô) ; στέγος (stégos) ; στεγνός (stegnós) | Couvrir, recouvrir, cacher ; toit ; qui couvre, couvert, abrité, serré, compact | voir -stég- |
| stèl-, -stélie                                                                                       | στέλλω(stéllô) → στολή (stolề) ; στόλος (stólos) ; ἐπιστέλλω (epistéllô) → ἐπιστολή (epistolế) ; περιστέλλω (peristéllô) → περισταλτικός (peristaltikós) ; στήλη (stếlê)                                           | Préparer un voyage, habiller, vêtir, placer, poster, poser → équipement, ajustement, habillement, vêtement ; préparation, trajet, voyage, armée, appendice saillant ; envoyer une lettre, mander, commander → lettre, message écrit, ordre ; envelopper, protéger, cacher → qui comprime en se contractant ; colonne, colonne commémorative                                                                               | voir -stal- |
| -stém-, -stème                                                                                       | ἵστημι(hístêmi) → στάσις(stásis) ; ἄστατος(ástatos) ; διάστασις(diástasis) → suffixe -ασις (-asis) ; ἐπίσταμαι (épístamai) → ἐπιστήμη (épistếmê)                                                                   | Placer debout, dresser, ériger, se tenir debout, être fixe → base, arrêt ; instable, incertain ; séparation → (suffixe servant à caractériser les) enzyme(s) ; être fixé sur, être calé, être versé dans, savoir → science, habileté, connaissance | voir -stas- |
| stemm-                                                                                               | στέμμα, -ατος (stémma, -atos) | Bandeau, couronne, guirlande | Stemma |
| -sténo-                                                                                              | στενός (stenós) | étroit, resserré | Sténobiote, Sténochromie, Sténodactylographie, Sténographie, Sténohalin, Sténopé, Sténosage, Sténose, Sténotherme, Sténotypie, Craniosténose |
| stent-                                                                                               | στένω → Στέντωρ (Sténtôr) | gémir, se lamenter → Stentor (argien à la voix forte) | Stentor |
| stéphan-, stephan-, stéph-, stèph- ; stefan- ; -steve, -stève ; -steban ; étienn-                    | στέφω (stéphô) → στέφανος (stéphanos) | Répandre autour, couronner → couronne | Stéphane, Stéphanion, Stephano, Stéphanois, Stéphanophilie, Stéphanophore, Stephanotis, Stéphon, Estèphe ; Stefan ; Steve, Estève ; Esteban ; Étienne, Saint-Étienne |
| steph, stéph-, stèph-                                                                                | στέφω (stéphô) → στέφανος (stéphanos) | Répandre autour, couronner → couronne | voir stéphan- |
| stér-                                                                                                | στερεός(stereós) ; στερρός (sterrós) | Solide, ferme, dur, résistant ; ferme, consistant | voir -stéré(o)- |
| -stère                                                                                               | στερεός(stereós) ; στερρός (sterrós) | Solide, ferme, dur, résistant ; ferme, consistant | voir -stéré(o)- |
| -stéré(o)- ; stér-, -stère ; -stéro- ; -sterro-                                                      | στερεός(stereós) ; στερρός (sterrós) | Solide, ferme, dur, résistant ; ferme, consistant | Stéréobate, Stéréochimie, Stéréochromie, Stéréocomparateur, Stéréogène, Stéréognosie, Stéréographie, Stéréoisomère, Stéréophonie, Stéréoscopie, Stéréospondyle, Stéréotaxie, Stéréotomie, Stéréotype, Stéréotyper, Stéréovision, Astéréognosie, Autostéréogramme ; Stéradian, Stérane, Stère, Bioisostère, Isostère ; Stéroïde, Stéroïdien, Stérol, Aldostérone, Adrénostérone, Androstérone, Cétostéroïde, Cholestérol, Corticostéroïde, Corticostérone, Déhydroépiandrostérone, Ergostérol, Lanostérol, Phytostérol, Sitostérol, Progestérone, Testostérone ; Sterroblastula |
| stern- ; strat- ; stromat- ; -strom-                                                                 | στόρνυμι(stórnumi) ; στέρνον (stérnon) ; στρατός (stratós) ; στρῶμα, ατος (strỗma, -atos) | Étendre, aplanir, joncher, tapisser ; devant de la poitrine, sternum ; armée, troupe ; couverture | Sternite, Sternodynie, Sterno-hyoïdien, Sterno-mastoïdien, Sternopage, Sternorrhynque, Sternotomie, Sternum ; Stratagème, Stratège, Stratégie, Stratigraphie, Stratiome, Stratiote, Stratocumulus, Stratoïde, Stratodyne, Stratolaus, Straton, Stratonice, Stratonikos, Stratopause, Stratosphère, Stratotype, Archestrate, Archistrate, Callistrate, Érasistrate, Érostrate, Lysistrata, Pisistrate ; Stromates, Stromatolithe ; Stroma, Biostrome |
| -stéro-                                                                                              | στερεός(stereós) ; στερρός (sterrós) | Solide, ferme, dur, résistant ; ferme, consistant | voir -stéré(o)- |
| -sterro-                                                                                             | στερεός(stereós) ; στερρός (sterrós) | Solide, ferme, dur, résistant ; ferme, consistant | voir -stéré(o)-\|- |
| stés-                                                                                                | ἵστημι(hístêmi) → στάσις(stásis) ; ἄστατος(ástatos) ; διάστασις(diástasis) → suffixe -ασις ; ἐπίσταμαι (épístamai) → ἐπιστήμη (épistếmê)                                                                           | Placer debout, dresser, ériger, se tenir debout, être fixe → base, arrêt ; instable, incertain ; séparation → (suffixe servant à caractériser les) enzyme(s) ; être fixé sur, être calé, être versé dans, savoir → science, habileté, connaissance | voir -stas |
| stétho-                                                                                              | στῆθος (stễthos) | Poitrine, poitrail | Stéthomètre, Stéthoscope |
| -steve, -stève                                                                                       | στέφω (stéphô) → στέφανος (stéphanos) | Répandre autour, couronner → couronne | voir stéphan- |
| -sthén-, -sthèn-                                                                                     | σθένος (sthénos) | Force, vigueur | Sthène, Antisthène, Agasthène1, Agasthène2, Asthénie, Asthénosphère, Démosthène, Disthène, Ératosthène, Eurysthénès, Hypersthène, Myasthénie, Neurasthénie |
| stib-                                                                                                | στίϐι (stíbi) ou στίμμις (stímmis) | Noir d'antimoine (utilisé comme maquillage) | Stibié, Stibine, Stibiure |
| -stich-, -stique, stoch- ; stœch-                                                                    | στείχω (steikhô) → στίξ, -ιχός (stíx,-ikhós) ; στίχος (stíkhos) ; στόχος (stókhos) ; στοιχεῖον (stoikheῖon) | Marcher en rang → Rangée de combattants ; rangée, ligne, vers ; cible, but ; petit trait aligné, caractère, élément | Stichomancie, Stichométrie, Stichomythie, Stochastique, Acrostiche, Distichiasis, Distique, Hémistiche, Macrostiche, Monostique ; Stœchiologie, Stœchiométrie |
| stigm-, stigma, -stigmat-                                                                            | στίζω(stizô) → στίγμα, -ατος (stígma, -atos) ; στιγμή (stigmế) | Piquer, tatouer → piqûre, tacheture, moucheture ; piqûre, point, point (de ponctuation) | Stigma, Stigmate, Stigmatiser, Stigmine, Stigmomètre, Astigmatisme1, Astigmatisme2, Néostigmine, Physostigma |
| -stilb-                                                                                              | στίλϐω (stilbô) | Briller, resplendir | Stilb, Stilbène, Stilbite, Stilboestrol, Stilbose, Astilbe, Chlorostilbon, Distilbène |
| -stique                                                                                              | στείχω (steikhô) → στίξ, -ιχός (stíx,-ikhós) ; στίχος (stíkhos) ; στόχος (stókhos) ; στοιχεῖον (stoikheῖon) | Marcher en rang → Rangée de combattants ; rangée, ligne, vers ; cible, but ; petit trait aligné, caractère, élément | voir -stich- |
| stoch-, stœch-                                                                                       | στείχω (steikhô) → στίξ, -ιχός (stíx,-ikhós) ; στίχος (stíkhos) ; στόχος (stókhos) ; στοιχεῖον (stoikheῖon) | Marcher en rang → Rangée de combattants ; rangée, ligne, vers ; cible, but ; petit trait aligné, caractère, élément | voir -stich- |
| stoïc-, stoïq-                                                                                       | στοά (stoá) → στωϊκός (stôïkos) ; στώαξ (stốax) | Portique, galerie à colonnade, magasin, galerie → Stoïcien (philosophe de l'école du Portique) ; stoïcien | Stoïcien, Stoïcisme, Stoïque |
| -stol-                                                                                               | στέλλω(stéllô) → στολή (stolề) ; στόλος (stólos) ; ἐπιστέλλω (epistéllô) → ἐπιστολή (epistolế) ; περιστέλλω (peristéllô) → περισταλτικός (peristaltikós) ; στήλη (stếlê)                                           | Préparer un voyage, habiller, vêtir, placer, poster, poser → équipement, ajustement, habillement, vêtement ; préparation, trajet, voyage, armée, appendice saillant ; envoyer une lettre, mander, commander → lettre, message écrit, ordre ; envelopper, protéger, cacher → qui comprime en se contractant ; colonne, colonne commémorative                                                                               | voir -stal- |
| -stom(at)-                                                                                           | στόμα, ατος (stóma, -atos) | Bouche | Stomate, Stomatite, Stomatodynie, Stomatologie, Stomatophobie, Stomatopode, Stomatorragie, Stomatoscope, Stomie, Stomiser, Stomoxe, Stomoxys, Amblystome, Amphistome, Anastomose, Ankylostome, Bélostome, Calliostoma, Chondrostome, Chrysostome, Colostomie, Cyclostome, Cytostome, Distomatose, Dystomie, Épistome, Lagostome, Mélastome, Nannostome, Némastome, Paramphistomose, Péristome, Plagiostome, Rhizostome, Sclerostoma |
| stor-                                                                                                | στύραξ (stúrax) | Résine dont on tire l'encens | voir -styr- |
| strab-                                                                                               | στρέφω(stréphô) → στρόϐος (stróbos) ; στρόβιλος (stróbilos) ; στραϐός (strabós) ; στρέψις (strépsis) ; στρεπτός (streptós) ; στρόμϐος (strómbos) ; στρογγύλος (stroggúlos) ; στρόφος (stróphos) ; στροφή (strophế) | Tourner, retourner, enrouler, tortiller, tordre → tournoiement, tourbillon ; toupie, tourbillon, spirale, pirouette, cône ; tordu, qui a les yeux de travers, louche ; action de tourner, évolution, changement ; tourné, tressé, arrondi, docile ; tourbillon, toupie, fuseau, coquillage, conque marine, pomme de pin ; rond, arrondi, trapu, ramassé ; cordon, bandelette, ceinture ; retournement, évolution          | voir strob- |
| strang-                                                                                              | στράγξ(strágx) ; στραγγάλη(straggálê) | Goutte (obtenue par pression) ; lacet, cordon, strangulation | voir strangul- |
| strangul- ; strang- ; étrangl-                                                                       | στράγξ(strágx) ; στραγγάλη(straggálê) | Goutte (obtenue par pression) ; lacet, cordon, strangulation | Strangouiller, Strangulation, Stranguler ; Strangurie ; Étrangler |
| strat-                                                                                               | στόρνυμι(stórnumi) ; στέρνον (stérnon) ; στρατός (stratós) ; στρῶμα, ατος (strỗma, -atos) | Étendre, aplanir, joncher, tapisser ; devant de la poitrine, sternum ; armée, troupe ; couverture | voir stern- |
| stréph-, -strèphe                                                                                    | στρέφω(stréphô) → στρόϐος (stróbos) ; στρόβιλος (stróbilos) ; στραϐός (strabós) ; στρέψις (strépsis) ; στρεπτός (streptós) ; στρόμϐος (strómbos) ; στρογγύλος (stroggúlos) ; στρόφος (stróphos) ; στροφή (strophế) | Tourner, retourner, enrouler, tortiller, tordre → tournoiement, tourbillon ; toupie, tourbillon, spirale, pirouette, cône ; tordu, qui a les yeux de travers, louche ; action de tourner, évolution, changement ; tourné, tressé, arrondi, docile ; tourbillon, toupie, fuseau, coquillage, conque marine, pomme de pin ; rond, arrondi, trapu, ramassé ; cordon, bandelette, ceinture ; retournement, évolution          | voir strob- |
| streps-, strepto-                                                                                    | στρέφω(stréphô) → στρόϐος (stróbos) ; στρόβιλος (stróbilos) ; στραϐός (strabós) ; στρέψις (strépsis) ; στρεπτός (streptós) ; στρόμϐος (strómbos) ; στρογγύλος (stroggúlos) ; στρόφος (stróphos) ; στροφή (strophế) | Tourner, retourner, enrouler, tortiller, tordre → tournoiement, tourbillon ; toupie, tourbillon, spirale, pirouette, cône ; tordu, qui a les yeux de travers, louche ; action de tourner, évolution, changement ; tourné, tressé, arrondi, docile ; tourbillon, toupie, fuseau, coquillage, conque marine, pomme de pin ; rond, arrondi, trapu, ramassé ; cordon, bandelette, ceinture ; retournement, évolution          | voir strob- |
| strig-                                                                                               | στρίγξ (strígx) | Effraie | voir strix- |
| strix, strig-                                                                                        | στρίγξ (strígx) | Effraie | Strige, Strigiforme, Strix |
| strob- ; strab- ; stréph- ; -strèphe ; streps- ; strepto- ; stromb- ; strong- ; stroph-1 ; -stroph-2 | στρέφω(stréphô) → στρόϐος (stróbos) ; στρόβιλος (stróbilos) ; στραϐός (strabós) ; στρέψις (strépsis) ; στρεπτός (streptós) ; στρόμϐος (strómbos) ; στρογγύλος (stroggúlos) ; στρόφος (stróphos) ; στροφή (strophế) | Tourner, retourner, enrouler, tortiller, tordre → tournoiement, tourbillon ; toupie, tourbillon, spirale, pirouette, cône ; tordu, qui a les yeux de travers, louche ; action de tourner, évolution, changement ; tourné, tressé, arrondi, docile ; tourbillon, toupie, fuseau, coquillage, conque marine, pomme de pin ; rond, arrondi, trapu, ramassé ; cordon, bandelette, ceinture torsadée ; retournement, évolution | Strobile, Strobiliforme, Strobiliformis, Strobophotographie, Stroborama, Stroboscopie ; Strabisme, Strabomètre, Strabon, Strabotomie ; Stréphopode ; Ommastrèphe ; Strepsiptère, Strepsirrhinien ; Streptocoque, Streptolysine, Streptomycine ; Stromboli, Stromboscope, Strombus ; Strongyle ; Strophaire ; Strophanthe, Strophe, Anastrophe, Antistrophe, Apostrophe, Catastrophe, Épistrophe, Boustrophédon, Exstrophie, Géostrophique, Diastrophisme, Strophoïde |
| -strom-                                                                                              | στόρνυμι(stórnumi) ; στέρνον (stérnon) ; στρατός (stratós) ; στρῶμα, ατος (strỗma, -atos) | Étendre, aplanir, joncher, tapisser ; devant de la poitrine, sternum ; armée, troupe ; couverture | voir stern- |
| stromat-                                                                                             | στόρνυμι(stórnumi) ; στέρνον (stérnon) ; στρατός (stratós) ; στρῶμα, ατος (strỗma, -atos) | Étendre, aplanir, joncher, tapisser ; devant de la poitrine, sternum ; armée, troupe ; couverture | voir stern- |
| stromb-                                                                                              | στρέφω(stréphô) → στρόϐος (stróbos) ; στρόβιλος (stróbilos) ; στραϐός (strabós) ; στρέψις (strépsis) ; στρεπτός (streptós) ; στρόμϐος (strómbos) ; στρογγύλος (stroggúlos) ; στρόφος (stróphos) ; στροφή (strophế) | Tourner, retourner, enrouler, tortiller, tordre → tournoiement, tourbillon ; toupie, tourbillon, spirale, pirouette, cône ; tordu, qui a les yeux de travers, louche ; action de tourner, évolution, changement ; tourné, tressé, arrondi, docile ; tourbillon, toupie, fuseau, coquillage, conque marine, pomme de pin ; rond, arrondi, trapu, ramassé ; cordon, bandelette, ceinture ; retournement, évolution          | voir strob- |
| strong-                                                                                              | στρέφω(stréphô) → στρόϐος (stróbos) ; στρόβιλος (stróbilos) ; στραϐός (strabós) ; στρέψις (strépsis) ; στρεπτός (streptós) ; στρόμϐος (strómbos) ; στρογγύλος (stroggúlos) ; στρόφος (stróphos) ; στροφή (strophế) | Tourner, retourner, enrouler, tortiller, tordre → tournoiement, tourbillon ; toupie, tourbillon, spirale, pirouette, cône ; tordu, qui a les yeux de travers, louche ; action de tourner, évolution, changement ; tourné, tressé, arrondi, docile ; tourbillon, toupie, fuseau, coquillage, conque marine, pomme de pin ; rond, arrondi, trapu, ramassé ; cordon, bandelette, ceinture ; retournement, évolution          | voir strob- |
| stroph-1                                                                                             | στρέφω(stréphô) → στρόϐος (stróbos) ; στρόβιλος (stróbilos) ; στραϐός (strabós) ; στρέψις (strépsis) ; στρεπτός (streptós) ; στρόμϐος (strómbos) ; στρογγύλος (stroggúlos) ; στρόφος (stróphos) ; στροφή (strophế) | Tourner, retourner, enrouler, tortiller, tordre → tournoiement, tourbillon ; toupie, tourbillon, spirale, pirouette, cône ; tordu, qui a les yeux de travers, louche ; action de tourner, évolution, changement ; tourné, tressé, arrondi, docile ; tourbillon, toupie, fuseau, coquillage, conque marine, pomme de pin ; rond, arrondi, trapu, ramassé ; cordon, bandelette, ceinture ; retournement, évolution          | voir Strophaire qui se rattache à la variante stroph-1 de la racine strob- |
| -stroph-2                                                                                            | στρέφω(stréphô) → στρόϐος (stróbos) ; στρόβιλος (stróbilos) ; στραϐός (strabós) ; στρέψις (strépsis) ; στρεπτός (streptós) ; στρόμϐος (strómbos) ; στρογγύλος (stroggúlos) ; στρόφος (stróphos) ; στροφή (strophế) | Tourner, retourner, enrouler, tortiller, tordre → tournoiement, tourbillon ; toupie, tourbillon, spirale, pirouette, cône ; tordu, qui a les yeux de travers, louche ; action de tourner, évolution, changement ; tourné, tressé, arrondi, docile ; tourbillon, toupie, fuseau, coquillage, conque marine, pomme de pin ; rond, arrondi, trapu, ramassé ; cordon, bandelette, ceinture ; retournement, évolution          | voir Strophanthe, Strophe, Anastrophe, etc. qui se rattachent à la variante -strophe2- de la racine strob- |
| struth- ; -truch-                                                                                    | στρουθός (strouthós) | Moineau, autruche, coq, poule, cognassier, coing | Struthio, Struthioculture, Struthionidé, Struthioniforme ; Autruche |
| -strychn-                                                                                            | στρύχνος (strúchnos) | Solanée (Datura...) | Strychnate, Strychnine, Strychnos |
| -styl-1                                                                                              | στῦλος1(stũlos) | Colonne, poteau | Épistyle, Hypostyle, Péristyle, Stylite, Stylobate |
| -styl-2                                                                                              | στῦλος2(stũlos) | Poinçon à écrire, stylet, | Style, Stylet, Styliste, Stylographe, Styloïde, Stylométrie |
| -styr- ; stor-                                                                                       | στύραξ2(stúrax) | Résine dont on tire l'encens | Styracacée, Styracine, Styrax, Styrène, Styrol, Polystyrène ; Storax |
| -such-                                                                                               | σοῦχος (soũkhos) | Crocodile | Deinosuchus, Éosuchien, Mékosuchiné, Néosuchien |
| sy-                                                                                                  | σύν (sún) | Avec | voir -syn- |
| syco-                                                                                                | σῦκον (sũkon) | Figue | Sycomancie, Sycomore, Sycone, Sycophage, Sycophante, Sycosis |
| -syén-                                                                                               | Συήνη (Suếnê) | Syènè (aujourd'hui Assouan) | Syène, Syénite, Épisyénite |
| syl-                                                                                                 | σύν (sún) | Avec | voir -syn- |
| -sym-                                                                                                | σύν (sún) | Avec | voir -syn- |
| -syn- ; syl- ; -sym- ; syr- ; sys- ; sy-                                                             | σύν (sún) | Avec | Synagogue, Synalèphe, Synapse, Synapside, Synapsie, Synapsis, Synarthrose, Synchondrose, Synchrone, Synchrotron, Synclinal, Syncope, Syncrétisme, Syndesmose, Syndétique, Syndic, Syndrome, Synecdoque, Synérèse, Synergie, Synesthésie, Syngnathe, Synonyme, Synopsis, Synoptique, Synoptiques, Synstylé, Syntagme, Syntaxe, Synthèse, Syntonie, Syntopie, Asynchrone, Asyndète, Polysyndète ; Syllabe, Syllepse, Syllogisme, Décasyllabe, Dodécasyllabe, Hendécasyllabe, Pentasyllabe ; Symbiose, Symbole, Symmachie, Symmorie, Sympathie, Sympatrie, Sympatrique, Sympétale, Symphonie, Symphorien, Symphorine, Symphyotrichum, Symphyse, Symplectique, Symposium, Symptôme, Asymptote ; Syrrhapte, Syrrhize ; Syssitie ; Symétrie, Système, Systole, Systyle, Syzygie |
| -synthèse                                                                                            | σύνθεσις (súnthesis) | Arrangement, combinaison, mélange, addition, pacte, conbention, synthèse | voir -sy(n)- et -thèse ; ne pas confondre avec -centèse (malgré l'homophonie ...) |
| syr-                                                                                                 | σύν (sún) | Avec | voir -syn- |
| sys-                                                                                                 | σύν (sún) | Avec | voir -syn- |
| syring-, syrinx ; sering-                                                                            | σῦριγξ, -ιγγος (sũrigx, -ggos) | roseau creux taillé, flûte champêtre, flûte de Pan | Syringa, Syringobulbie, Syringomyélie, Syringotomie, Syrinx ; Seringa(t), Seringue |
| syrinx                                                                                               | σῦριγξ, -ιγγος (sũrigx, -ggos) | roseau creux taillé, flûte champêtre, flûte de Pan | voir syring- |
| -syrph-                                                                                              | σύρφος (súrphos) | Moucheron | Syrphe, Syrphide, Episyrphus |
| sys-                                                                                                 | σύν (sún) | Avec | voir -sy(n)- |